# Boarmia insolitaria
Boarmia insolitaria là một loài bướm đêm trong họ Geometridae.